# Liste des chronologies thématiques
La liste des chronologies thématiques est une liste qui recense, par thème, les articles de l'encyclopédie établissant ou contenant des chronologies.

## Arts et culture

### Architecture
- Chronologie de l'architecture
- Chronologie comparée des styles architecturaux

### Bande dessinée
- Chronologie de la bande dessinée
- Chronologie de la bande dessinée américaine

### Cinéma
- Chronologie du cinéma
- Avant 1895 au cinéma
- Histoire du cinéma allemand de 1910 à 1930
- Films par année de sortie
- Césars du cinéma par année
- Oscars du cinéma par année
- Chronologie du cinéma de science-fiction
- Chronologie du cinéma de super-héros

### Littérature
- Littérature espérantophone
- Littérature du XVe siècle
- Littérature française du XVIe siècle
- Littérature française du XVIIe siècle
- Littérature française du XVIIIe siècle
- Littérature française du XIXe siècle
- Liste d'écrivains de langue française par ordre chronologique
- Liste d'écrivains italiens par ordre chronologique
- Chronologie des pièces de William Shakespeare
- Chronologie des événements de À la recherche du temps perdu
- Chronologie des écrivains de la littérature judaïque

### Mouvements culturels
- Chronologie du dadaïsme et du surréalisme

### Musique
- Chronologie de la musique populaire
- Chronologie de la musique classique
- Chronologie des opéras
- Chronologie des opéras français des XVIIe et XVIIIe siècles
- Opéras par siècle
- Chronologie du Rock
- Chronologie du rock en France
- Musique espérantophone

### Peinture
- Chronologie des arts plastiques
- Écoles italiennes de peinture
- Chronologie du dadaïsme et du surréalisme
- Chronologie du graffiti

### Théâtre
- Chronologie du théâtre
- XVe siècle au théâtre
- XVIe siècle au théâtre
- Chronologie des pièces de William Shakespeare

## Droit
- Chronologie de l'affaire Borrel
- Chronologie de l'affaire Clearstream 1
- Chronologie de l'affaire Clearstream 2
- Chronologie de l'affaire des frégates de Taïwan
- Chronologie de l'affaire Dreyfus
- Catégorie:Chronologie du droit
- Chronologie des droits des femmes autres que le suffrage
- Chronologie du Droit de vote des femmes
- Chronologie du statut des femmes
- Chronologie des droits reliés à la reproduction

## Économie

### Histoire économique
- Chronologie de la France rurale (1848-1945)

### Science économique
- Chronologie des faits économiques
- Chronologie de la pensée économique

## Environnement
- Liste de catastrophes climatiques
- Chronologie détaillée de l'ouragan Katrina
- Chronologie détaillée de l'ouragan Rita

### Droit de l'environnement
- Chronologie du droit de l'environnement en France

### Écologie
- Chronologie de l'écologisme
- Chronologie de l'altermondialisme

## Géographie

### Explorations
- Chronologie des explorations

### Villes et urbanisme

#### Généralités
- Chronologie des grands incendies

## Histoire
- Chronologie de l'esclavage
- Chronologie de l'histoire postale
- Chronologie des sacres des rois de France
- Tableau chronologique des royaumes de la péninsule Ibérique
- Chronologie de l'accroissement du domaine royal français
- Chronologie du statut des femmes

### Préhistoire
- Chronologie de la Préhistoire

### Civilisations amérindiennes
- Chronologie des civilisations pré-Incas

### Égypte antique
- Chronologies comparées des dynasties égyptiennes

### Grèce antique
- Chronologie de la Grèce antique

### Rome antique
- Chronologie de Rome
- Chronologie de la République romaine
- Chronologie de l'Empire romain d'Occident
- Chronologie de la Gaule romaine
- Chronologie de l'esclavage

### Haut Moyen Âge
- Chronologie du haut Moyen Âge
- Chronologie des conflits maritimes entre Charlemagne et les Sarrasins

### XIesiècle
- Chronologie de la première croisade

### XIIIesiècle
- Chronologie de la croisade des albigeois

### XIVeetXVesiècles
- Chronologie de la guerre de Cent Ans

### XVIesiècle
- Chronologie de l'histoire du Québec jusqu'en 1533
- Chronologie de l'histoire du Québec (1534 à 1607)

### XVIIesiècle
- Chronologie des Guerres des Trois Royaumes
- Chronologie de la guerre de Trente Ans
- Chronologie de la France sous Louis XIV (1643-1715)
- Chronologie de l'histoire du Québec (1608 à 1662)
- Chronologie de l'histoire du Québec (1663 à 1759)

### XVIIIesiècle
- Chronologie de l'histoire du Québec (1663 à 1759)
- Chronologie de l'histoire du Québec (1760 à 1773)
- Chronologie de l'histoire du Québec (1774 à 1790)
- Chronologie de la campagne d'Italie de 1796-1797
- Chronologie de la Révolution française

### XVIIIeetXIXesiècles
- Chronologie napoléonienne
- Chronologie de la Révolution française et du Premier Empire
- Chronologie de l'abolition de l'esclavage

### XIXesiècle
- Chronologie de la France sous le Consulat et le Premier Empire
- Chronologie de la France sous la Restauration
- Chronologie de la France pendant les Cent-Jours
- Chronologie de la France sous la monarchie de Juillet
- Chronologie de la guerre franco-allemande de 1870-1871
- Chronologie du siège de Paris (1870-1871)
- Chronologie de la Commune de Paris
- Chronologie de l'unification de l'Italie
- Chronologie de l'affaire Dreyfus

### XIXeetXXesiècles
- Chronologie de l'Autriche-Hongrie
- Chronologie de la politique internationale française de 1814 à 1914
- Chronologie de la France rurale (1848-1945)
- Histoire de l'Espérantie

### XXesiècle
- Chronologie de la Première Guerre mondiale (voir aussi la catégorie:Chronologie de la Première Guerre mondiale)
- Chronologie navale de la Première Guerre mondiale
- Chronologie de la république de Weimar
- Chronologie de la Seconde Guerre mondiale (voir aussi la catégorie:Chronologie de la Seconde Guerre mondiale)
- Chronologie de la collaboration de Vichy dans le génocide des Juifs
- Chronologie de Brest pendant la Seconde Guerre mondiale
- Chronologie de la guerre froide
- Chronologie de la décolonisation
- Chronologie de la décolonisation de l'Afrique
- Chronologie de l'affaire des frégates de Taïwan

### XXIesiècle
- Chronologie de la crise politico-militaire en Côte d'Ivoire
- Chronologie de la guerre d'Irak
- Chronologie de la controverse des caricatures de Mahomet
- Chronologie détaillée de l'ouragan Katrina

## Linguistique
- Histoire de la langue française
- Histoire de l'espéranto

## Médias

### Presse et information
- Chronologie de l'histoire de la presse
- Chronologie des médias

### Radio
- Chronologie de la radio

### Télévision
- Chronologie de la télévision
- Chronologie de la télévision française
- Chronologie de la télévision française des années 1930
- Chronologie de la télévision française des années 1940
- Chronologie de la télévision française des années 1950
- Chronologie de la télévision française des années 1960
- Chronologie de la télévision française des années 1970
- Chronologie de la télévision française des années 1980
- Chronologie de la télévision française des années 1990
- Chronologie de la télévision française des années 2000

## Militaire

### Guerres
- Chronologie des conflits maritimes entre Charlemagne et les Sarrasins
- Chronologie de la croisade des albigeois
- Chronologie de la guerre de Cent Ans
- Chronologie de la guerre de Trente Ans
- Chronologie de la Révolution française et du Premier Empire
- Chronologie de la guerre franco-allemande de 1870-1871
- Chronologie du siège de Paris (1870-1871)
- Chronologie de la Commune de Paris
- Chronologie de la Première Guerre mondiale (voir aussi la catégorie:Chronologie de la Première Guerre mondiale)
- Chronologie navale de la Première Guerre mondiale
- Chronologie de la Seconde Guerre mondiale (voir aussi la catégorie:Chronologie de la Seconde Guerre mondiale)
- Chronologie des États-Unis pendant la Seconde Guerre mondiale
- Chronologie du conflit israélo-arabe
- Chronologie de la guerre du Golfe (1990-1991)
- Chronologie de la guerre d'Irak (2001-2011)
- Chronologie de l'invasion de l'Ukraine par la Russie en 2022

## Sciences exactes
- Chronologie des sciences et techniques en France

### Astronomie
- Chronologie de l'astronomie
- Chronologie de l'astronomie du système solaire
- Chronologie des satellites artificiels et sondes spatiales
- Chronologie des découvertes des satellites naturels du système solaire
- Chronologie des télescopes, observatoires et la technologie d'observation
- Chronologie de la mission Cassini-Huygens
- Chronologie d'assemblage de la Station spatiale internationale

### Botanique
- Chronologie de la botanique
- Chronologie de la classification botanique
- Chronologie de la phytopathologie
- Chronologie de la pomme de terre

### Chimie
- Chronologie de la chimie

### Histoire des Sciences
- Chronologie de la science
- Chronologie des sciences
- Chronologie de la place des femmes dans les sciences
- Chronologie de la place des femmes dans les sciences en France

### Mathématiques
- Chronologie des mathématiques arabes

### Médecine
- Chronologie de la santé et de la médecine
- Chronologie des vaccins

### Physique
- Chronologie de la physique microscopique
- Chronologie de la thermodynamique et de la physique statistique

### Technologie
- Histoire des techniques (chronologie)
- Chronologie des télescopes, observatoires et la technologie d'observation
- Chronologie de la mission Cassini-Huygens

### Zoologie
- Chronologie de l'entomologie
- Chronologie de l'ichtyologie
- Chronologie de l'ornithologie

## Sciences humaines

### Psychologie
- Chronologie de la psychologie

### Sociologie
- Chronologie de la sociologie

## Techniques
- Chronologie de l'histoire des techniques

### Aéronautique
- Chronologie de l'aéronautique
- Aéronautique avant le XVIIIe siècle
- XVIIIe siècle en aéronautique
- XIXe siècle en aéronautique
- Chronologie de l'Airbus A380
- Chronologie des catastrophes aériennes

### Astronautique
- Chronologie d'assemblage de la Station spatiale internationale

### Automobile
- Chronologie de l'automobile

### Éclairage
- Chronologie des techniques d'éclairage

### Informatique
- Chronologie des femmes en informatique
- Chronologie informatique
- Chronologie des systèmes d'exploitation
- Chronologie des langages de programmation
- Chronologie d’Apple Computer

### Nucléaire
- Chronologie de l'accident nucléaire de Fukushima

### Robotique
- Chronologie de la robotique

### Transports
- Chronologie des chemins de fer

## Sports
- Chronologie du sport

### Par périodes
- Chronologie des Jeux olympiques antiques
- Chronologie du sport dans la Rome antique
- Chronologie du sport du Ve au XIIe siècle
- XIIIe siècle en sport
- XIVe siècle en sport
- XVe siècle en sport
- XVIe siècle en sport
- XVIIe siècle en sport
- XVIIIe siècle en sport
- Années 1790 en sport
- Années 1800 en sport
- Années 1810 en sport
- Années 1820 en sport
- Années 1830 en sport
- Années 1840 en sport

### Par disciplines

#### Basket-ball
- Chronologie du basket-ball

#### Football
- Chronologie du football

#### Hockey sur glace
- Chronologie du hockey sur glace

#### Rugby àXIII
- Chronologie du rugby à XIII

#### Rugby àXV
- Chronologie du rugby à XV

#### Tennis
- Chronologie du tennis